# 铭瑄
铭瑄（英文：Maxsun），是广州创维商科信息科技有限公司旗下品牌，主要产品有显卡、主板、内存和固态硬盘。2020年营业额为70亿人民币。。

## 产品
| 主板 | intel | z790芯片组 | MS-终结者 Z790M D5 | MS-iCraft Z790 WIFI | MS-iCraft Z790 WIFI |  |
| 主板 | intel | b760芯片组 |                    |                     |                     |  |
| 主板 | intel | z690芯片组 |                    |                     |                     |  |
| 主板 | intel | w680芯片组 |                    |                     |                     |  |
| 显卡 |       |            |                    |                     |                     |  |
| ---- | ----- | ---------- | ------------------ | ------------------- | ------------------- |  |
| 显卡 |       |            |                    |                     |                     |  |
|      |       |            |                    |                     |                     |  |
|      |       |            |                    |                     |                     |  |

## 历史
1994年，广州商科成立。2002年，推出铭瑄显卡。2007年，推出主板产品。2013年，推出高端显卡“风”系列；2015年，推出固态硬盘。2017年，推出DDR4内存。

## 获得奖项
- 2015年英伟达优秀业务开拓品牌
- 2013年AMD GPU战略合作伙伴奖
- 2016年英伟达中国区认证品牌合作伙伴奖
- 2017年英伟达积极开拓品牌奖
- 2017年AMD最佳业务飞跃奖[3]

## 相关事件

### 假冒主板
2018年6月，有媒体爆料称铭瑄通过修改H110主板的BIOS，更改针脚等手段将其伪装成H310主板销售。英特尔官方表示8代酷睿CPU只能在300系列主板上使用，但民间依然有人找到了在100系列主板上使用的方法。
2018年3月13日，铭瑄在微博上发布道歉信。

### 旗舰店掉包主板
2023年11月12日，铭瑄在哔哩哔哩上道歉，说自己在处理板卡问题上出现失误，却没有说明出现了什么失误，在道歉文中，铭瑄加盖了公司公章。